# Ondřej Sekora

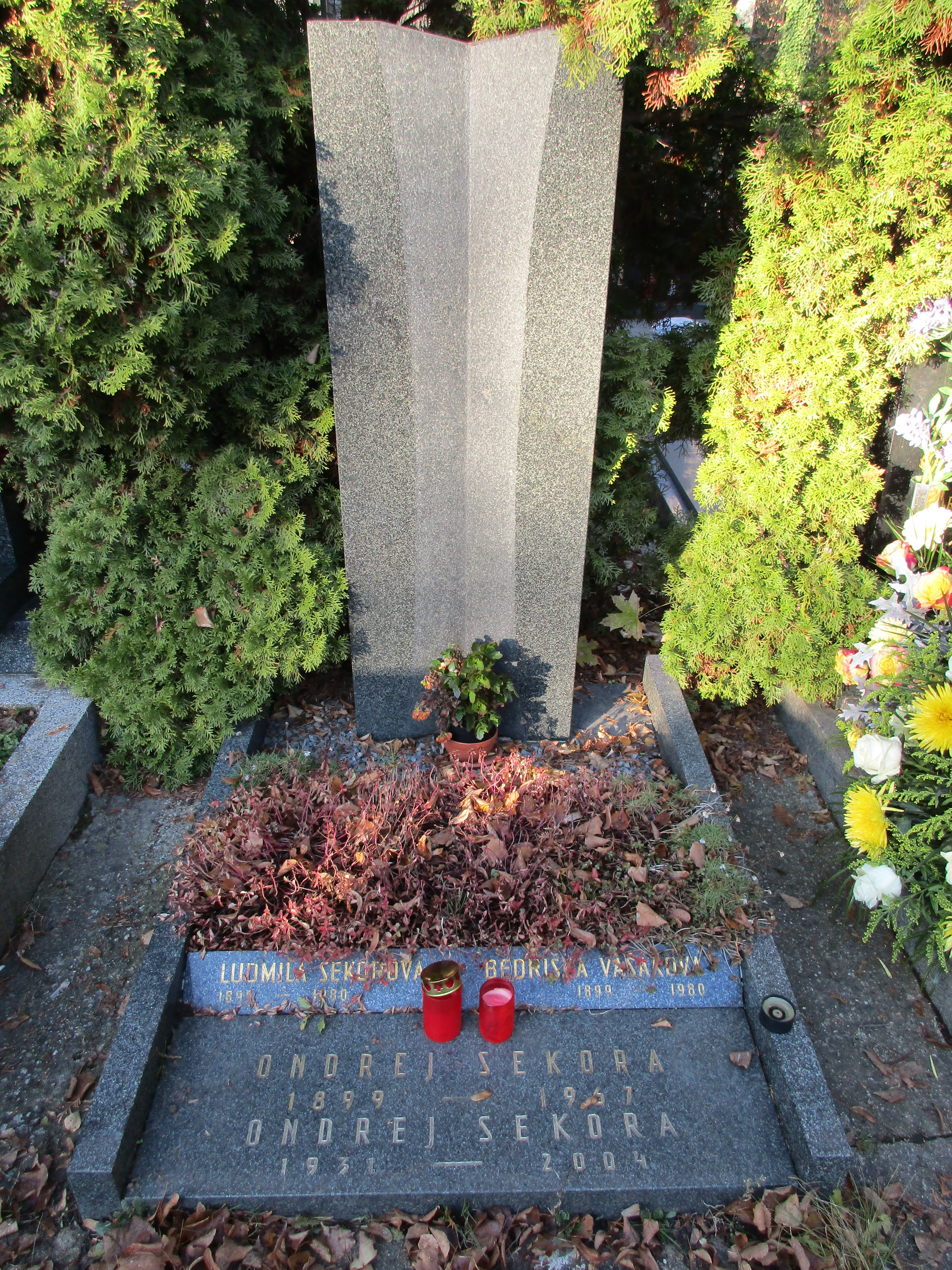
Hrob Ondřeje Sekory na hřbitově Malvazinky

Ondřej Sekora (25. září 1899 Královo Pole – 4. července 1967 Praha) byl český spisovatel, novinář, kreslíř, grafik, ilustrátor, karikaturista a entomolog a od roku 1964 nositel titulu zasloužilý umělec. Spolupracoval s rozhlasem, televizí, filmem i divadlem. Psal a ilustroval hlavně knihy pro děti. Vytvořil do značné míry autobiografickou figurku Ferdy Mravence (poprvé se objevila roku 1927 v Pestrém týdnu jako postavička v kreslených seriálech pro dospělé), stejně známý je i Brouk Pytlík (1939). Sekorovy příběhy spojují zábavnost s poučností a mravním ponaučením. Jeho ilustrace byly blízké stylu animovaného filmu.
Sekora byl také zakladatelem prvních českých ragbyových klubů, sportovní trenér, rozhodčí, popularizátor sportu a přírody.

## Život
Narodil se v Králově Poli u Brna (dnes část Brna) jako třetí ze šesti sourozenců. Otec Ondřej Sekora, odborný učitel, zemřel, když budoucímu spisovateli bylo sedm let. Studoval na obecné škole v Králově Poli a na gymnáziích nejprve v Brně, po přestěhování roku 1913 ve Vyškově. Sbíral motýly a brouky, sportoval, hodně četl a rád kreslil. Koncem 1. světové války byl odveden jako jednoroční dobrovolník do armády do Vídně. Maturoval proto až po válce (1919). Studoval práva v Brně, studia po nepovedené státnici zanechal.
V roce 1923 se oženil s Markétou Kalabusovou, manželství po roce skončilo rozvodem. V roce 1930 se oženil podruhé s Ludmilou Roubíčkovou (1899–1980) a měli syna Ondřeje (1931–2004). Ten vystudoval žurnalistiku a stal se novinářem, překladatelem a dlouholetým redaktorem časopisu Umění a řemesla.
Za gymnaziálních let ho výtvarně vedl Vladimír Šindler. V letech 1929–1931 vystudoval jako hospitant všeobecnou školu pro kreslení a malbu u profesora Arnošta Hofbauera na Uměleckoprůmyslové škole v Praze. Hofbauer mu byl vzorem pro karikaturu. Výtvarnými vzory mu byli Mikoláš Aleš, Wilhelm Busch, Pieter Brueghel (16. století) a Henri Rousseau.
Od roku 1921 pracoval jako sportovní referent a kreslíř v brněnských Lidových novinách (přijal ho šéfredaktor Arnošt Heinrich). V letech 1923 a 1927 (nebo 1928) byl redakcí vyslán do Paříže. V roce 1927 (nebo 1928) se i s redakcí přestěhoval do Prahy, v letech 1927–1941 redigoval Dětský koutek. Protože jeho manželka byla podle Norimberských zákonů Židovka, musel svou práci opustit.
Založil a redigoval časopis Sport. Jako ferdovský všeuměl věnoval část svého nadšení i hudbě. Obecně je považován za zakladatele československého a českého ragby, které poznal při pobytu v Paříži. V časopise Sport na pokračování vydával a ilustroval pravidla tohoto sportu. Byl trenérem ragbyových družstev Moravská Slavie v Pisárkách a AFK Žižka Brno, které pod jeho vedením v roce 1926 sehrály v Československu vůbec první ragbyové utkání, vytvořil českou ragbyovou terminologii. Do roku 1944 byl také aktivním rozhodčím, řídil například první zápas RC Sparta Praha a RC Slavia Praha.
První knižní seriálovou postavou z roku 1926 byl pes Voříšek, ke kterému texty napsal Edvard Valenta. Dalšími postavami byl lovec a cestovaltel Animuk, sportovci Hej a Rup, dobrý voják Vendelín či přitroublé kuře Napipi. Ferda Mravenec se poprvé objevil na stránkách Pestrého týdnu v roce 1927 jako postava kresleného seriálu pro dospělé, v roce 1935 k němu přibyl i brouk Pytlík. V roce 1936 vyšla knížka pro děti, Ferda Mravenec. Následoval Ferda v cizích službách a Ferda v mraveništi. V roce 1939 to byl Ferdův slabikář. Po válce Ferda cvičí mraveniště a Kousky mládence Ferdy Mravence.
Za okupace v letech 1944–1945 byl vězněn v pracovních táborech v Kleinstein (Kamionek u Gogolina) v Generálním gouvernementu (dnes v Polsku) a Osterode v Německu. V autentickém deníku s hořkým humorem vylíčil strasti táborového života. I v táboře kreslí a píše, se spoluvězněm Oldřichem Novým hraje maňáskové divadlo.
Po válce se stal redaktorem deníku Práce a redaktorem časopisu Dikobraz (1945–1947, prvních 15 čísel jako šéfredaktor) a redaktorem v nakladatelství Josefa Hokra (1945–1949), které již předtím vydávalo jeho knihy. V roce 1949 spoluzakládá Státní nakladatelství dětské knihy (dnešní Albatros) a v letech 1949–1952 působí jako jeho vedoucí redaktor. Stál u prvních pokusů o televizní vysílání pro děti, neoficiálně hrál maňáskové divadlo a po celé republice pořádal besedy s dětmi. Obrázkové knížky Pohádka o stromech a větru, Štědrý večer a O traktoru, který se splašil nechybí „direktivní návodnost“, poplatná tehdejšímu režimu. Od roku 1952 byl ve svobodném povolání, píše a kreslí pro noviny a časopisy Host do domu, Lidové noviny, Mateřídouška, Ohníček, Pionýr.
V předválečných letech se věnoval i politické karikatuře, v poválečných letech vstoupil do KSČ, svým způsobem se aktivně účastnil na propagandě komunistického režimu a ve straně zůstal do konce života. Vzhledem k oblíbenosti jeho knížek mu to bylo málokdy vytýkáno. V roce 1964 byl jmenován zasloužilým umělcem. V roce 1966 dostal Cenu Marie Majerové za literaturu.
Záchvatem mrtvice v roce 1964 skončila jeho veřejná činnost. Zemřel v Praze roku 1967 a je pohřben na Smíchově na hřbitově Na Malvazinkách. 
- Syn Ondřej J. Sekora (1931–2004) byl český filolog, překladatel, publicista  a dlouholetý redaktor časopisu Umění a řemesla.

Mezinárodní popularizace otcova díla dosáhl formou filmu, který byl natočen v Německu. 
Podílel se také na monografii s titulem Ondřej Sekora - práce všeho druhu : osobnost a dílo, kterou napsal společně s  Blankou Stehlíkovou a Věrou Vařejkovou. Vydalo ji nakladatelství  Práh v Praze roku 2003.

## Členství
Byl členem těchto organizací:
- Národní svaz novinářů (vyškrtnut 1941),
- Komunistická strana Československa,
- Svaz spisovatelů,
- Svaz československých výtvarných umělců.

## Dílo

### Knihy (výběr)
- Rugby, jak se hraje a jeho pravidla (1926, překlad z francouzštiny)
- Ferda Mravenec (1936)
- Ferda Mravenec v cizích službách (1937)
- Ferda v mraveništi (1938)
- Ferdův slabikář (1939)
- Trampoty brouka Pytlíka (1939)
- Malířské kousky brouka Pytlíka (1940)
- Kuře Napipi a jeho přátelé (1941)
- Uprchlík na ptačím stromě (1943) (oceněna na Světové výstavě EXPO '58 v Bruselu)
- Ferda cvičí mraveniště (1947)
- Kronika města Kocourkova (1947)
- Jak se uhlí pohněvalo (1949)
- Pohádka o stromech a větru (1949)
- O zlém brouku Bramborouku (1950), 12stránková brožura
- Ferda Mravenec ničí škůdce přírody (1951), 12stránková brožura
- Malované počasí (1951)
- O traktoru, který se splašil (1951)
- Mravenci se nedají (1954)
- Na dvoře si děti hrály (1955)
- Čmelák Aninka (1959)
- Hurá za Zdendou (1960)
- O psu vzduchoplavci (1961)
- Pošta v ZOO (1963)
- Sedm pohádek (1964)

První tři knihy o Ferdovi Mravencovi vycházely v šedesátých letech společně pod názvem Knížka Ferdy Mravence, nyní samostatně. Obě knihy o brouku Pytlíkovi vycházely od roku 1969 společně pod názvem Brouk Pytlík, nyní opět samostatně.

### Kreslené seriály (komiksy)
- Voříškova dobrodružství (1926)
- Cvočkův podivný život (1928)
- Jak Cvoček honil pytláka (1932)
- Příhody Ferdy Mravence (1933)
- Kapitán Animuk loví v Africe (1934)
- Hej a Rup (1935)
- Slavnost u broučků (1938)
- Kousky mládence Ferdy Mravence (1950)
- Nápady kuřete Napipi (1961)
- Kapitán Animuk opět loví v Africe (1972)

### Knižní ilustrace
- Rudolf Těsnohlídek: Zlaté dny (1926),
- Bedřich Golombek: Dobrodružství tří Billů (1926),
- Matěj Křópal z Břochovan: Plkačke a jedno drohy (1927),
- Jerome Klapka Jerome: Henry pozoruje lidi (1927),
- Karla Dolínková: Maminka Ťok Ťok a její děti (1929),
- Jindřich Plachta: Pučálkovic Amina (1931),
- Jan Arnold Palauš: Haló, zde redaktor Laufer (1931),
- Béla Szenes: Vaškův vítězný gól (1931),
- Vladislav Vančura: Kubula a Kuba Kubikula (1931),
- Hugo Vavris: František Lelíček ve službách Sherlocka Holmese (1932),
- František Langer: Bratrstvo bílého klíče (1934),
- Ernst Eschmann: Jirka cirkusák (1935),
- Alois Jedlička, Bohumila Sílová: Mik za to nemůže (1935),
- Jiří Weiss: O věrné Hadimršce … a co se kolem ní sběhlo (1935) vydal Melantrich,
- Vladimír Rýpar: Slávek + Mirek + 6 HP (1935) J. Hokr,
- Arthur Ransome: Zamrzlá loď kapitána Flinta (1937),
- Josef Kopta: Smějte se s bláznem (1939),
- Jarmila Hašková: Z notesu svatého Petra (1940),
- Jaroslav Štembera: Škola kouzla zbavená (1940),
- Jan Karafiát: Broučci (1940),
- Josef Věromír Pleva: Malý Bobeš (1941),
- Ema Tintěrová: Veselé příhody kozy Lujzy a kocoura Bobka (1942),
- K. Bořek: Kulatá velmoc (1944),
- Jaroslav Vojtěch: Hlas lidu (1945),
- Frank Wenig: Brumla na cestách (1945),
- Jarmila Minaříková: Ježourek a jeho příhody (1945),
- Jan Malík: Míček Flíček (1946),
- Michail Zoščenko: Psí čich (1946),
- Eduard Štorch: Lovci mamutů na Bílé skále (1946),
- Jan Hostáň: Námořník (1947),
- Jan Hostáň: Žertíky pro malé čertíky (1948),
- Václav Čtvrtek: Kolotoč v Africe (1948),
- Václav Čtvrtek: Lev utekl (1948),
- František Němec: Soudničky (1948),
- Ema Řezáčová: Dům na kolečkách (1948),
- Václav Lacina: Slyš a piš (1949),
- Jarmila Minaříková: Ježourek a Pišta, jeho bratr (1949),
- Jevgenij Čaruškin: Nikita a jeho přátelé (1950),
- Zdeněk Zaoral: Říkánky pro malé občánky (1950),
- Olga Štruncová: Brigáda v mateřské školce (1950),
- Irina Karnauchová: Chytrý sedláček a jiné pohádky (1954),
- Gianni Rodari: O statečném Cibulkovi (1955),
- Sergej Michalkov: Strýček Štěpán (1958),
- Jiří Štefl: Lékař hovoří s dětmi (1958),
- Jan Hostáň: Švitořilky (1961),
- Juhan Smuul: Punťa mořeplavec (1965).

## Galerie

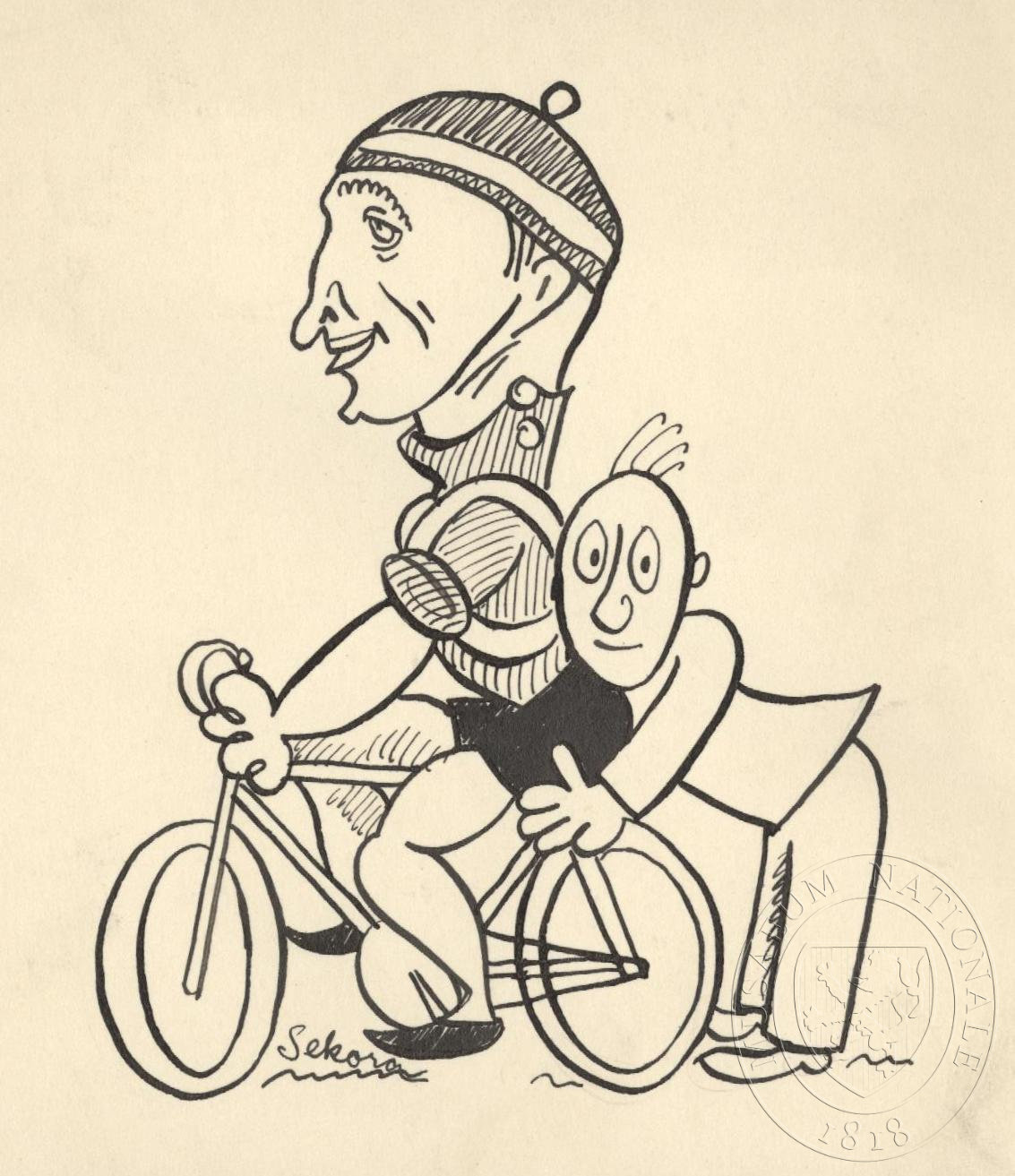
Karikatura cyklisty (kolem r. 1930)
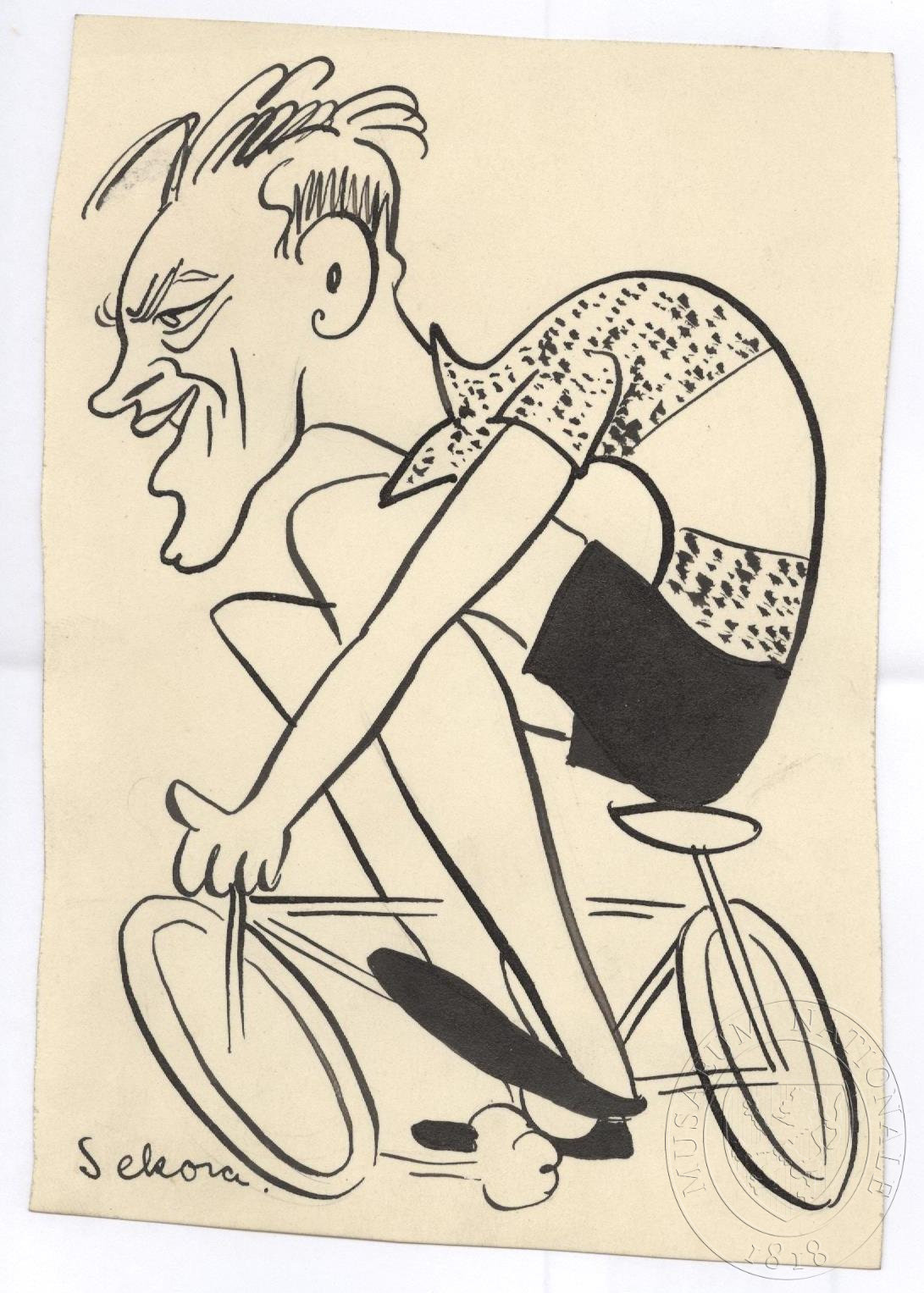
Karikatura cyklisty (kolem roku 1930)
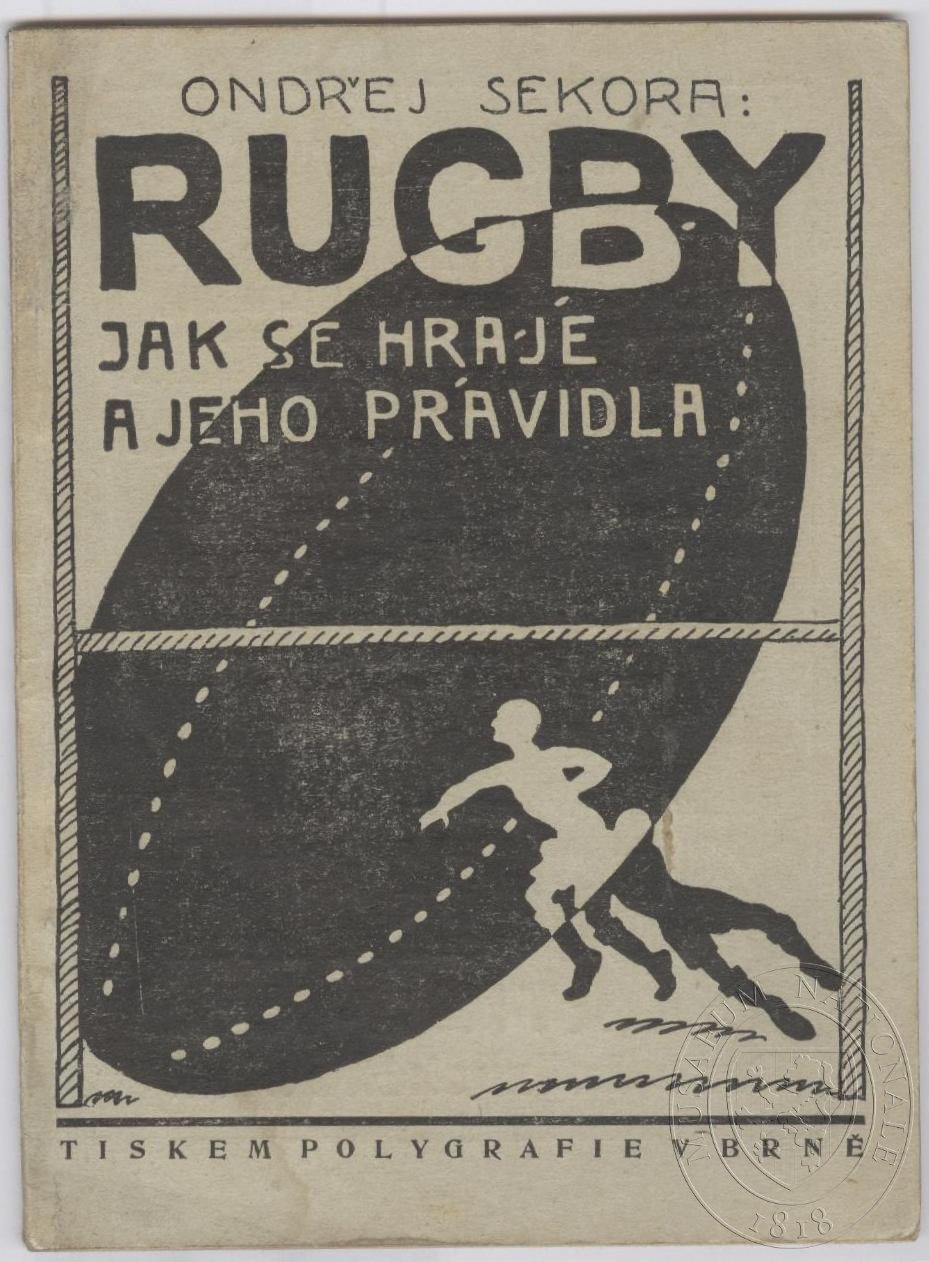
Ilustrovaná obálka pravidel ragby (1926)
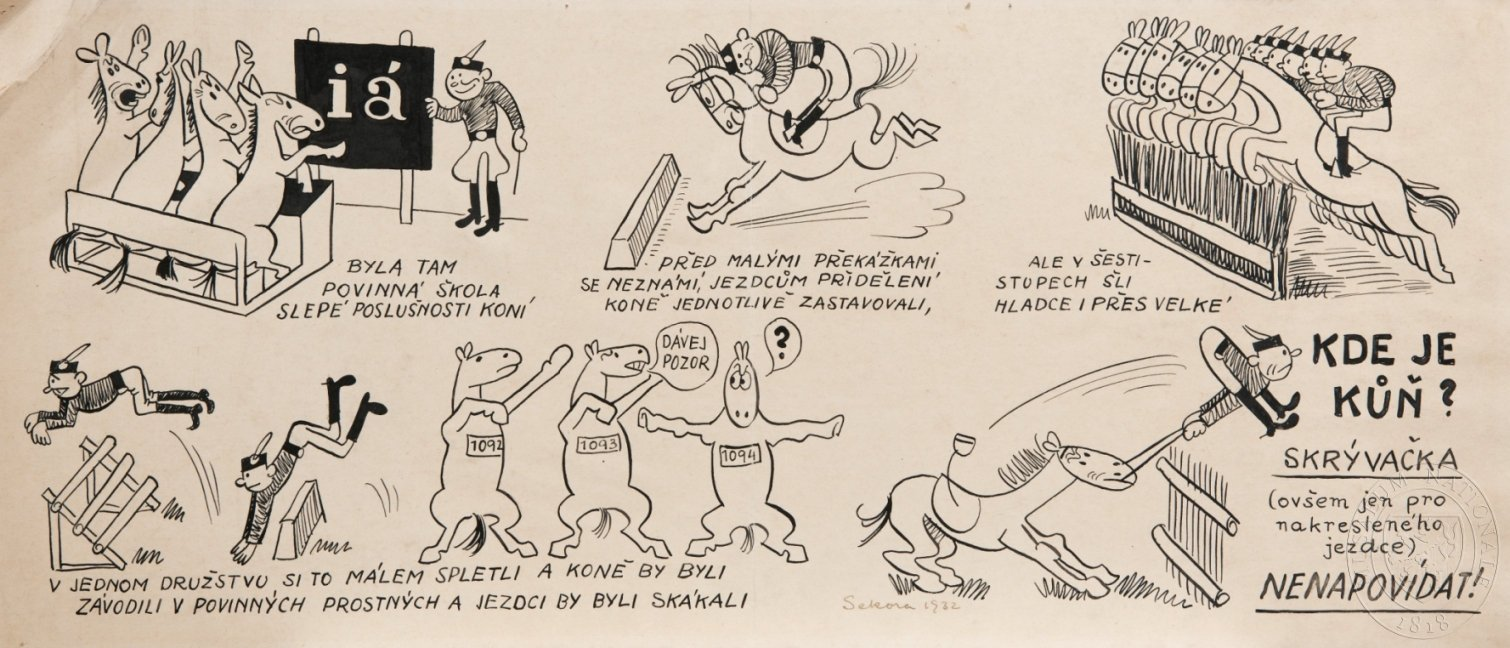
Karikatura jezdeckého oddílu (1932)

## Výstavy
- 2023 Ondřej Sekora známý i neznámý, Galerie Villa Pellé, Praha 6, 28. února do 14. května 2023[8]